# Mother and Father
«Mother and Father» (Мать и отец) - песня американской певицы Мадонны с её альбома 2003 года «American Life». Песня была выпущена как ремикс на EP Питера Раухофера.

## Песня
Как и ранее в песнях «Promise to Try», «Inside Of Me» и «Mer Girl», Мадонна поет о смерти своей матери. Несмотря на весьма печальный смысл, песня записана в динамичном танцевальном ритме, а голос певицы похож на голос ребёнка.
Песня исполнялась в рамках гастрольного тура 2004 года «Re-Invention World Tour», завершив таким образом музыкальный рассказ о своей семье.

## Официальные версии композиции
- Album Version
- Peter Rauhofer Re-Invention Remix ("Rauhofer Live @ The Roxy 4")
- Johnny Rocks World Anthem Club Mix (Не выпущена)
- Johnny Rocks World Anthem Radio Edit (Не выпущена)

## Позиция в чартах
В июне 2005 года ремикс Рауховера занял 9 место в чарте «Billboard Hot Dance/Club Play», и, таким образом, песня стала седьмой композицией с альбома «American Life», попавшей в данный чарт. Данный факт позволил Мадонне установить рекорд по количеству композиций, попавших в «Billboard Hot Dance/Club Play» из одного альбома.